# اکسایش دس–مارتین
اکسایش دس–مارتین(به انگلیسی: Dess–Martin oxidation) یک واکنش آلی برای اکسایش الکل‌های نوع اول به آلدهیدها و الکل‌های نوع دوم به کتون‌ها با استفاده از پریدینان دس–مارتین است.  این واکنش به افتخار دو شیمیدان آمریکایی به نام‌های دانیل بنجامین دس و جیمز کالن مارتین نامگذاری شده‌است. این دو شیمیدان در سال ۱۹۸۳ بر روی توسعه پریدینان‌ها مطالعه نمودند. 

سازوکار واکنش اکسایش دس-مارتین